# Évrange
Évrange (fràncic lorenès Iewréngen) és un municipi francès situat al departament del Mosel·la i a la regió del Gran Est. L'any 2007 tenia 188 habitants.

## Demografia

### Població
El 2007 la població de fet d'Évrange era de 188 persones. Hi havia 80 famílies, de les quals 20 eren unipersonals (16 homes vivint sols i 4 dones vivint soles), 20 parelles sense fills, 32 parelles amb fills i 8 famílies monoparentals amb fills.
La població ha evolucionat segons el següent gràfic:
Habitants censats

### Habitatges
El 2007 hi havia 82 habitatges, 79 eren l'habitatge principal de la família, 1 era una segona residència i 2 estaven desocupats. 59 eren cases i 23 eren apartaments. Dels 79 habitatges principals, 56 estaven ocupats pels seus propietaris, 20 estaven llogats i ocupats pels llogaters i 3 estaven cedits a títol gratuït; 2 tenien una cambra, 6 en tenien dues, 12 en tenien tres, 15 en tenien quatre i 44 en tenien cinc o més. 67 habitatges disposaven pel capbaix d'una plaça de pàrquing. A 33 habitatges hi havia un automòbil i a 44 n'hi havia dos o més.

### Piràmide de població
La piràmide de població per edats i sexe el 2009 era:
| Homes | Edats   | Dones |
| ----- | ------- | ----- |
| 0     | 95 o +  | 0     |
| 0     | 90 a 94 | 0     |
| 0     | 85 a 89 | 0     |
| 4     | 80 a 84 | 0     |
| 0     | 75 a 79 | 0     |
| 0     | 70 a 74 | 0     |
| 4     | 65 a 69 | 4     |
| 8     | 60 a 64 | 4     |
| 8     | 55 a 59 | 4     |
| 4     | 50 a 54 | 12    |
| 0     | 45 a 49 | 4     |
| 0     | 40 a 44 | 8     |
| 16    | 35 a 39 | 12    |
| 4     | 30 a 34 | 0     |
| 12    | 25 a 29 | 16    |
| 0     | 20 a 24 | 4     |
| 4     | 15 a 19 | 12    |
| 12    | 10 a 14 | 4     |
| 8     | 5 a 9   | 4     |
| 8     | 0 a 4   | 4     |

## Economia
El 2007 la població en edat de treballar era de 143 persones, 105 eren actives i 38 eren inactives. De les 105 persones actives 95 estaven ocupades (50 homes i 45 dones) i 10 estaven aturades (6 homes i 4 dones). De les 38 persones inactives 14 estaven jubilades, 9 estaven estudiant i 15 estaven classificades com a «altres inactius».

### Ingressos
El 2009 a Évrange hi havia 60 unitats fiscals que integraven 132 persones, la mediana anual d'ingressos fiscals per persona era de 19.482 €.

### Activitats econòmiques
Dels 4 establiments que hi havia el 2007, 1 era d'una empresa de construcció, 2 d'empreses de comerç i reparació d'automòbils i 1 d'una empresa de serveis.
Dels 2 establiments de servei als particulars que hi havia el 2009, 1 era un taller de reparació d'automòbils i de material agrícola i 1 empresa de construcció.

## Poblacions més properes
El següent diagrama mostra les poblacions més properes.